# Taichi Hara
Taichi Hara (原 大智, Hara Taichi), né le 5 mai 1999 à Hino, est un footballeur japonais évoluant au poste d'attaquant au Kyoto Sanga FC.

## Biographie
Hara commence sa carrière professionnelle en 2018 avec le club du FC Tokyo, club de J1 League. Il dispute un total de 26 matchs en J1 League. Avec ce club, il remporte la Coupe du Japon 2020. En février 2021, il est transféré au NK Istra 1961, club de Prva HNL.

## Statistiques
| Saison                | Club                  | Championnat           | Championnat | Championnat | Championnat | Coupe nationale | Coupe nationale | Coupe nationale | Coupe de la Ligue | Coupe de la Ligue | Coupe de la Ligue | Compétition(s) continentale(s) | Compétition(s) continentale(s) | Compétition(s) continentale(s) | Compétition(s) continentale(s) | Total | Total | Total |
| Saison                | Club                  | Division              | M.          | B.          | P.d.        | M.              | B.              | P.d.            | M.                | B.                | P.d.              | Comp.                          | M.                             | B.                             | P.d.                           | M.    | B.    | P.d.  |
| 2018                  | FC Tokyo              | J. League             | -           | -           | -           | -               | -               | -               | 3                 | 0                 | 0                 | -                              | -                              | -                              | -                              | 3     | 0     | 0     |
| 2019                  | FC Tokyo              | J. League             | -           | -           | -           | 1               | 0               | 0               | 1                 | 0                 | 0                 | -                              | -                              | -                              | -                              | 2     | 0     | 0     |
| 2020                  | FC Tokyo              | J. League             | 26          | 3           | 1           | -               | -               | -               | 2                 | 0                 | 0                 | ALC                            | 5                              | 0                              | 1                              | 33    | 3     | 2     |
| Sous-total            | Sous-total            | Sous-total            | 26          | 3           | 1           | 1               | 0               | 0               | 6                 | 0                 | 0                 | -                              | 5                              | 0                              | 1                              | 38    | 3     | 2     |
| 2020-2021             | NK Istra 1961         | Prva HNL              | 14          | 2           | 3           | 4               | 6               | 0               | -                 | -                 | -                 | -                              | -                              | -                              | -                              | 18    | 8     | 3     |
| Sous-total            | Sous-total            | Sous-total            | 14          | 2           | 3           | 4               | 6               | 0               | 0                 | 0                 | 0                 | -                              | 0                              | 0                              | 0                              | 18    | 8     | 3     |
| Total sur la carrière | Total sur la carrière | Total sur la carrière | 40          | 5           | 4           | 5               | 6               | 0               | 6                 | 0                 | 0                 | -                              | 5                              | 0                              | 1                              | 56    | 11    | 5     |

## Palmarès

### En club

#### FC Tokyo
- Vainqueur de la Coupe de la Ligue japonaise en 2020

#### NK Istra 1961
- Finaliste de la Coupe de Croatie en 2021